# 兴京府
兴京府（穆麟德轉寫：yenden fu）。 清朝末年设置的府。评价：繁，疲，难。
明朝时为建州右卫。天聪八年（1634年），后金尊赫图阿拉地曰兴京。乾隆三十八年（1773年），设理事通判。光绪三年（1877年），改为兴京抚民同知，治所移到新宾堡。宣统元年（1909年），升兴京厅为兴京府，下领四县：通化县、怀仁县、辑安县、临江县。

## 知府
均出自民國《興京縣志·卷二》：
- 廖柄樞，福建人，宣統元年任
- 都林布，北京人，宣統二年任
- 金衍海，浙江人，宣統二年任
- 張鳳臺，河南彰德人，宣統三年任